# キン・マウン・ティン
ウ・キン・マウン・ティン（ビルマ語: ဦးခင်မောင်တင် U Khin Maung Tin、1955年9月3日 - ）は、ミャンマーの軍人、外交官。ビルマ（現・ミャンマー）の古都シュウェボ出身。2011年から2015年にかけて駐日ミャンマー大使。ミャンマー国軍士官学校（DSA）卒。前任者フラ・ミンに続き2代続けての軍人上がりの駐日大使である。

## 経歴
1976年、ビルマ空軍（現・ミャンマー空軍）に入隊。航空職や管理職を務めて准将まで昇進した後、2010年に退役。
2010年9月30日、外務省に入省。
2011年2月6日、次期駐日大使として着任、同年6月10日に皇居で信任状を捧呈した。
2015年2月、キン・マウン・ティン大使は夫人を伴い皇居の御所を訪問して天皇・皇后（当時。令和時代の上皇・上皇后）に面会、離任の挨拶をした。